# 副武器

图中的左轮手枪和匕首皆可作为副武器

副武器（英語：Sidearm）是武器的一个类别。副武器的特点是可以放在身边并在需要时可以快速取用。随身武器可以被单独携带，也可以作为更常用的主要武器的辅助而携带。在冷兵器时代，该术语通常指的是装在刀鞘中随身携带的剑、匕首和类似的小型近战武器，而在以远程武器为主的现代战斗中，随身武器通常指放在枪套中的手枪。 
副武器通常是军官的必备装备，警察等等执法人员也有配带。通常情况下，军队或纪律部队的制服人员会公开佩戴武器，而便衣人员则将随身武器隐藏在衣服下。

## 用途

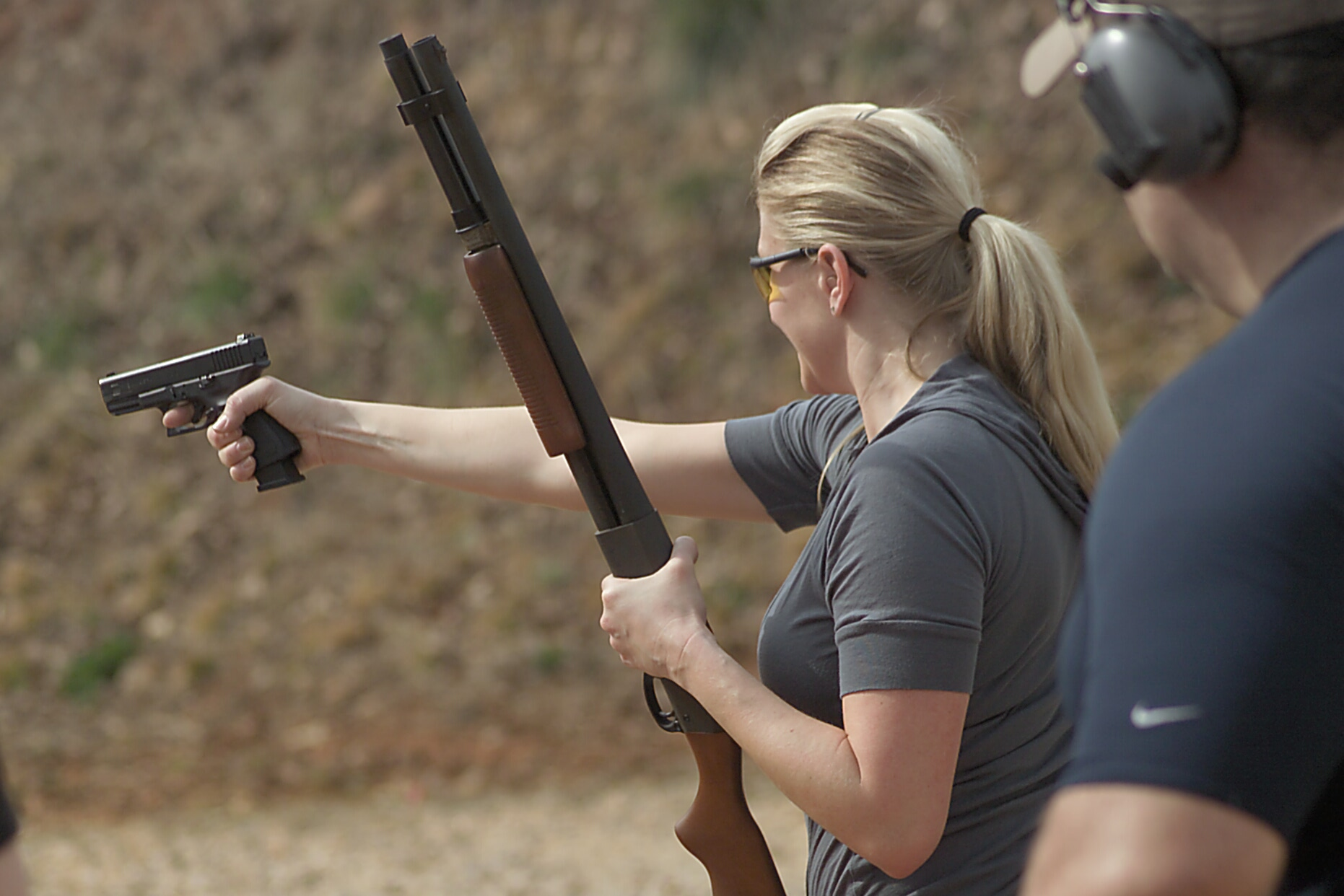
一名以雷明顿 870 型霰弹枪作为主要武器的女枪手，正在使用她的副武器——一把随身携带的格洛克手枪，进行射击

脱胎于古代军队的佩刀或配件，在许多现代军队中，佩戴制式手枪等副武器是军官或高级士官的特权以及标志，象征着指挥官的威仪。按照战争惯例，指挥官交出随身武器是标志着其部队全面投降的最后行为。如果投降的指挥官因其在战斗中的表现受到受降者的尊重并严格遵守了军事礼仪，受降者有时会允许投降的指挥官保留其随身的副武器，以继续行使对其已投降的士兵的指挥权。同样，许多地方指挥官也被传闻使用随身携带的副武器来激励甚至威胁其所指挥的部队，以期在战斗中达成某些效果。

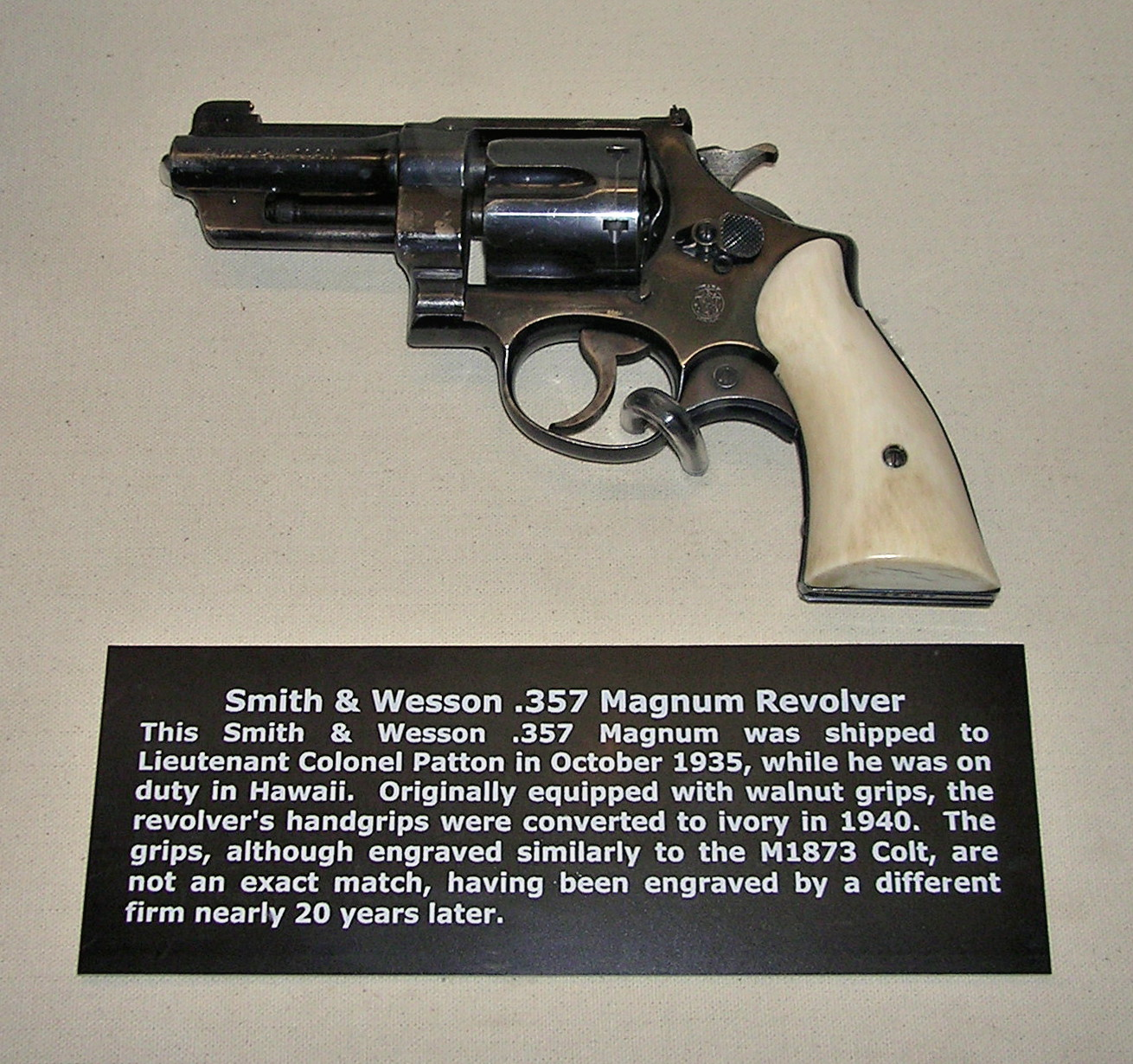
巴顿将军广为人知的象牙手柄左轮手枪

副武器的一个重要用途是在主武器弹药耗尽、损坏、丢失、或发生故障时被佩戴者使用。在战场上，许多配备步枪或冲锋枪等长枪的士兵也会同时携带半自动手枪作为副武器。除此之外，对于战场上的非战斗人员，例如卡车司机、直升机飞行员和车辆乘员，副武器会被作为其个人防卫武器而发放，使其能够在不能够携带大件武器的工作条件下和复杂的战斗环境中能有自保的最后依托。